# 醍醐冬香
醍醐 冬香（だいご ふゆよし）は、江戸時代中期の公卿。正三位権中納言。

## 概要
桃園天皇（116代）・後桜町天皇（117代）・後桃園天皇（118代）の三帝にわたって仕えたが、若くして薨去したために正三位・権中納言止まりだった。黒田継高の娘、厚姫と結納まで交わしていたが早世した。父は右大臣醍醐経胤。弟に権大納言醍醐輝久がいる。

## 生涯
宝暦8年（1758年）に叙爵。以降累進して侍従・左近衛権少将・左近衛権中将を経て、明和元年（1764年）に従三位となり、公卿に列する。明和4年（1767年）に権中納言に任じられ、明和9年（1772年）まで務めたが、同年に薨去した。享年22。

## 家族・親族
- 父：醍醐経胤
- 母：お升（宗義誠の娘）
- 養父：醍醐兼純（義兄）
  - 養子：醍醐輝久（実弟）

## 系譜

### 醍醐家
醍醐家は、一条昭良の子である醍醐冬基を始祖とし、清華家の一つであった。

### 皇室との関係
後陽成天皇の男系五世子孫である。後陽成天皇の第九皇子で一条家を継いだ一条昭良の男系後裔。

詳細は皇別摂家#系図も参照のこと。